# Psifäischer See

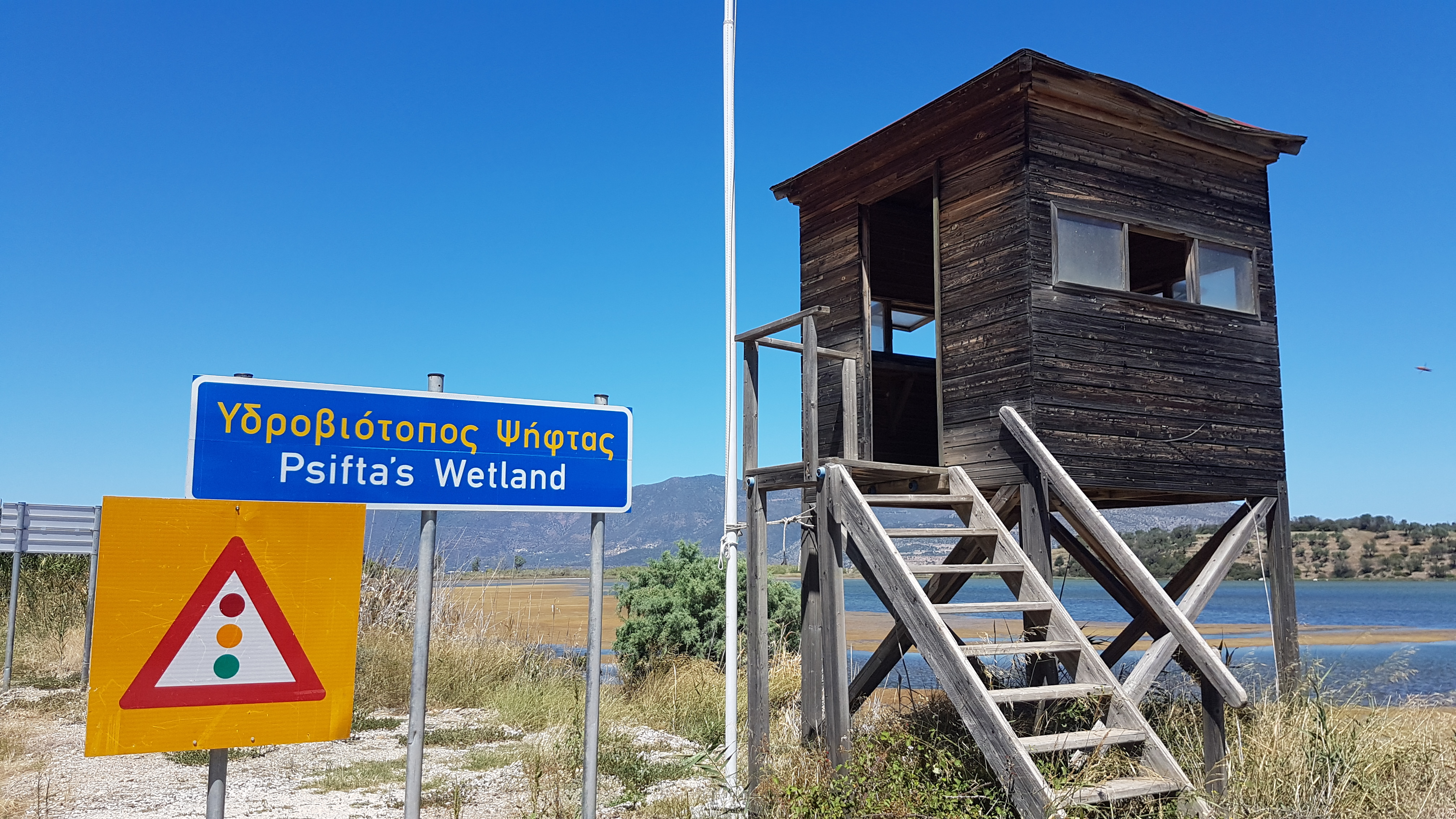
Aussichtsturm am Westufer

Der in der Antike berühmte Psifäische See (griechisch Ψιφαία λίμνη), auch See Psifta (griechisch Λίμνη Ψήφτα) ist ein See in Griechenland. Er befindet sich an der Ostküste der Peloponnes zwischen den Dörfern Psifta (griechisch Ψήφτα) im Westen und Metamorphosi im Osten, nahe der Halbinsel Methana. Er ist nur durch eine schmale Landbrücke, dem Psiftas Strand, von etwa 100 m Breite vom Golf von Epidauros, einem Teil des Saronischen Golfs, getrennt. Im Nordosten gibt es einen etwa 14 m breiten künstlichen Kanal zum Meer über den eine Brücke führt. Der See wird durch den Diavologefyro (griechisch Διαβολογέφυρο ‚Teufelsbrücke‘) mit Süßwasser gespeist.

## Namen
In der Antike wurde der See Phoibäischer Sumpf oder Phoibäischer See (altgriechisch Φοιβαία λίμνη) genannt. Der griechische Name Psifaia und Psifta soll eine Verballhornung des antiken Phoibaia sein. Ein weiterer gebräuchlicher Name ist Valario (griechisch Βαλαριό).

## Mythen
In der Nähe des Sees soll Saron, der mythischen König von Troizen, einen Artemis-Tempel errichtet haben. Als Saron im Meer ertrank wurde er im Temenos des Artemis-Tempels begraben und der See wurde nach ihm der Saronische genannt. Nach anderer Überlieferung erhielt das Meer nach ihm den Namen Saronischer Golf. Alljährlich feierte man im Artemis-Heiligtum die Saronien. In der Nähe des Heiligtums stand ein unfruchtbarer Olivenbaum in dessen Zweigen sollen sich die Zügel des Hippolytos verfangen haben und er stürzte zu Tode.

## Flora und Fauna
Der See Psifta ist eine flache brackige Lagune, die reich an seltenen Vögeln ist. Im Winter rasten beispielsweise Zugvögel auf ihrer Durchreise. Häufige Arten sind zum Beispiel Palmtauben, Graureiher, Seidenreiher, Silberreiher und Rallenreiher. Seltener sind Sichler und Löffler. An Watvögeln kann man Alpenstrandläufer, Zwergstrandläufer, Actitis, Seeregenpfeifer, Flussregenpfeifer, Sandregenpfeifer, Kiebitzregenpfeifer, Kampfläufer, Stelzenläufer, Grünschenkel, Rotschenkel, Bekassine, Blässhuhn, Zwergtaucher, Teichralle und andere beobachten. Während kalten Wintern kommen viele Entenvögel wie Brandgänse, Spießenten, Stockenten, Schnatterenten, Löffelenten, Krickenten, Knäkenten und Höckerschwäne. In Küstennähe gibt es Brandseeschwalben, Fluss-Seeschwalben, Lachmöwen, Dünnschnabelmöwen, Krähenscharben und Kormorane. Auch Greifvögel wie Rohrweihen, Bussarde, Sperber, Wanderfalken, Turmfalken und Steinkäuze kommen zum See um zu Jagen. In den umliegenden Hügeln, wo Eichen und Olivenbäume wachsen, gibt es viele Singdrosseln, Turteltauben, Weißbartgrasmücken, Mönchsgrasmücke, Kernbeißer, Grünfinken, Stieglitze, Girlitze, Zaunammern, Bienenfresser, Pirole und Grauammern.
An Reptilien gibt es die Wechselkröte, den Griechischen Frosch, die Breitrandschildkröte, das Europäische Schlangenauge, den Europäischen Halbfinger, die Kykladen-Mauereidechse, die Balkan-Zornnatter, die Schlanknatter, die Vierstreifennatter, die Leopardnatter und die Viper. In der Umgebung gibt es nur kleine Säugetierarten wie Vulpes, Echte Marder, Mauswiesel, Stacheligel, Echte Hasen, Mäuse und Fledermäuse.
Rund um den See wächst Schilfrohr. An der Küste gibt es Salzpflanzen, wie Europäischer Meersenf und Gelber Hornmohn, Garten-Wolfsmilch, Cardopatium corymbosum, Stranddistel, Spanische Golddistel und Virginia Stock. Auf der Landbrücke wachsen kleine Bäume. In der Umgebung gedeihen viele Bäume wie Kermes-Eichen, Pistazien, Wilde Oliven und Kiefern. Außerdem gibt es den Crocus cartwrightianus, die Weiße Meerzwiebel, den Ästigen Affodill, die Kretische Schwertlilie, den Gelbstern Gagea peduncularis, den Schneckenklee Medicago marina und den Scheinkrokus Romulea linaresii und verschiedene Orchideen: Riesenknabenkraut, Ophrys attica, Ophrys sicula, Gehörnte-Ragwurz, Hufeisen-Ragwurz.
Innerhalb eines durch die EU finanziell geförderten Projekts Hydrobiotop Psifta (griechisch υδροβιότοπος ψήφτας) des Präfekturbezirkes Piräus wurden im Westen und im Norden auf der Landbrücke Beobachtungsposten aufgestellt.